# Pierwsza Konstytucja Helwecka

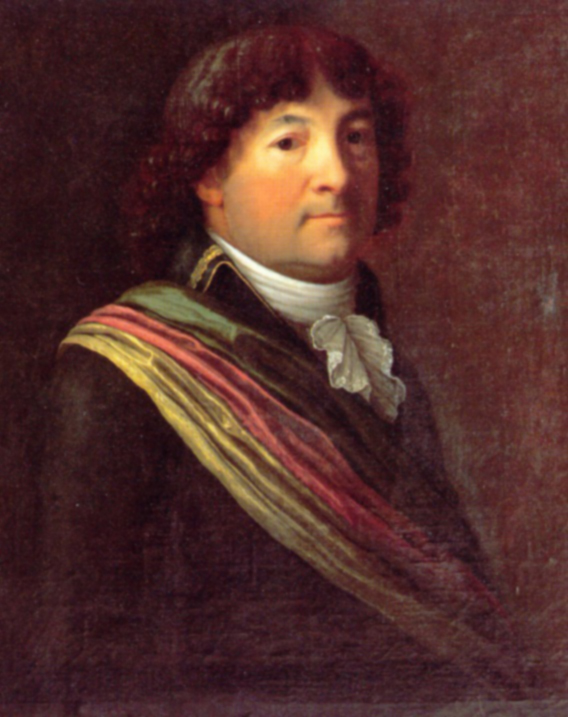
Peter Ochs

Flaga Republiki Helweckiej

Pierwsza Konstytucja Helwecka (niem. die erste Verfassung) – ustawa zasadnicza obowiązująca w Szwajcarii w latach 1798–1802 .

## Tło historyczne
Projekt nowego uregulowania ustroju Szwajcarii przygotowany został przez Petera Ochsa – został zaakceptowany przez Napoleona i w wersji skróconej opublikowano go we francuskim dzienniku Moniteur 8 lutego 1798. Nowa konstytucja została przyjęta przez Vaud, a kanton Bazylea rozpoczął dokonywanie w niej istotnych modyfikacji m.in.: zwiększenie praw kantonów, zmniejszenie pozycji Dyrektoriatu względem parlamentu i sądownictwa, ułatwienie rewizji konstytucji). Zmiany te zostały zaaprobowane przez następujące kantony: Argowię, Berno, Fryburg, Obwalden, Solurę, Szafuzę i Zurych. Dalszym jej zmianom „zapobiegli” Francuzi, którzy ogłosili, że obowiązująca jest wyłącznie pierwotna wersja projektu Petera Ochsa i zabronione jest dokonywanie w nim jakichkolwiek zmian .
12 kwietnia 1798 w Aarau podczas zebrania grupy delegatów z 10 kantonów, którzy stanowili pewnego rodzaju konstytuantę, nastąpiło formalne przyjęcie Konstytucji Helweckiej. Przeciwnicy nowej ustawy zasadniczej nazywali ją Książeczką Ochsa (niem. Ochsenbüchlein). Oprócz przyjęcia konstytucji uczestnicy obrad powołali rząd Republiki (Dyrektoriat Wykonawczy). Nowa konstytucja nie została przyjęta przez kantony: Appenzell Innerrhoden, Glarus, Nidwalden, Schwyz, Uri i Zug .
Konstytucja Helwecka była pierwszym w historii Szwajcarii aktem prawnym o tej nazwie. Ustrój Starej Konfederacji oparty był na wielu umowach pomiędzy kantonami, paktach, pokojach religijnych i innych podobnych aktach. Od roku 1798 Szwajcaria należała do grona krajów, które swój ustrój opierają na uregulowaniach konstytucyjnych. Czasy Republiki Helweckiej pod względem ustrojowym zerwały z wielowiekowym modelem ustrojowym opartym na konfederacji niezależnych kantonów i próbę wprowadzenia modelu państwa jednolitego i niepodzielnego. Próba zalegalizowana pierwszej szwajcarskiej konstytucji napotkała na silny opór kantonów i znacznej części Szwajcarów. Nie bez znaczenia była także okupacja kraju przez Francuzów i toczone na jego ziemiach bitwy wojsk francuskich z siłami austriackimi i rosyjskimi .

## Treść
Nowa konstytucja składała się ze 116 artykułów podzielonych na dwanaście tytułów :
- I – Zasady podstawowe (art. 1–14);
- II – Podział terytorium Helwecji (art. 15–18);
- III – Status polityczny obywateli (art. 19–27);
- IV – O zgromadzeniach pierwiastkowych i ciałach elektorskich (art. 28–35);
- V – O władzy ustawodawczej (art. 36–70);
- VI – Dyrektoriat Wykonawczy (art. 71–85);
- VII – Trybunał Najwyższy (art. 86–90);
- VIII – O siłach zbrojnych (art. 91–92);
- IX – Zbrodnie stanu (art. 93–94);
- X – Władze kantonalne (art. 95–105);
- XI – Zmiany konstytucji (art. 106–107);
- XII – Wejście konstytucji w życie (art. 1–9).

O formie ustroju państwa mówił art. 1: „Republika Helwecka jest jedna i niepodzielna. Znosi się granice między kantonami i między nimi a krajami podległymi”. Art. 2 określał suwerena, którym był ogół obywateli, tudzież formę rządów jako demokrację przedstawicielską .
Konstytucja Helwecka wprowadzała wiele gwarantowanych swobód obywatelskich, wśród których wyróżnić należy :
- wolność osobistą (była niezbywalna, a jej ograniczenie mogło być spowodowane wyłącznie wolnością drugiego człowieka lub korzyścią ogólną uznaną przez prawo),
- wolność sumienia (nieograniczona),
- wolność wyznania (nie mogła zakłócać porządku publicznego i nie mogła preferować żadnego z wyznań),
- wolność prasy (zakaz udzielania instrukcji),
- nienaruszalność własności (jej naruszenie mogło nastąpić wyłącznie w sytuacji pilnej lub na niezbędne potrzeby publiczne – konstytucja gwarantowała właścicielowi sprawiedliwe odszkodowanie),
- swobodę osiedlania się,
- swobodę wykonywania rzemiosła.

W art. 8 konstytucja wprowadzała zakaz dziedziczenia władzy, rang i godności, a także używania tytułów lub uprawnień na to wskazujących. W nowym, jednolitym i niepodzielnym państwie kantony traciły swoją niezależność. Art. 2 konstytucji znosił wszelkie granice wewnętrzne, zaś art. 15 uznawał kantony (podobnie jak dystrykt, gminę, osiedle i dzielnicę) za jednostkę podziału administracyjnego kraju. Można też mówić o tym, że stanowić miały odpowiednik francuskich departamentów. Wszystkie kantony (a miało ich być 22) wymieniał art. 18 – oprócz dawnych trzynastu kantonów, tworzących Starą Konfederację, w składzie Republiki Helweckiej znaleźć się miały nowe: Valais, Leman (Vaud), Argowia, Bellinzona, Lugano, Recja (Gryzonia), Sargans, Turgowia i St. Gallen .
Konstytucja zawierała wiele uregulowań dotyczących obywatelstwa Republiki i związanych z nim praw. Obywatelstwo można było otrzymać w dwojaki sposób (państwo prowadziło rejestr obywateli) :

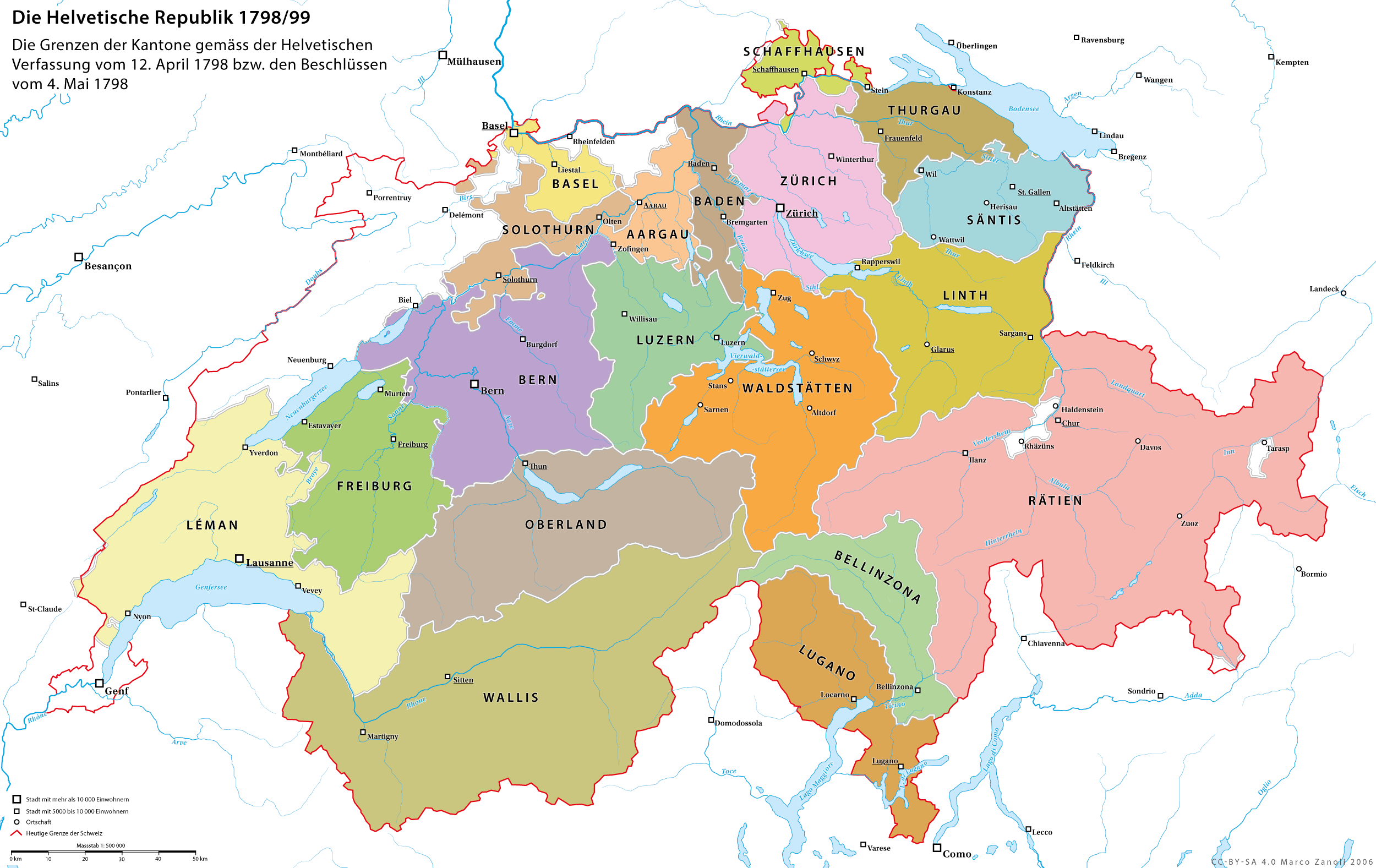
Republika Helwecka w 1798

1. Republika Helwecka w 1798art. 19 przyznawał je automatycznie mieszkańcom miast (municypalnych lub dominialnych), wsi (poddanych i wolnych) oraz osobom mającym w Szwajcarii prawo stałego pobytu i tu urodzonym;
2. zgodnie z art. 20 cudzoziemiec musiał spełnić kilka warunków naturalizacji:
  - nieprzerwane zamieszkanie w Szwajcarii przez dwadzieścia lat;
  - przynoszenie pożytku krajowi zamieszkania;
  - posiadanie świadków potwierdzających „prawość jego życia i obyczajów”;
  - musiał także zrzec się (w imieniu własnym i swoich potomków) obcego obywatelstwa.

Obywatelstwo szwajcarskie można było też utracić. Art. 27 konstytucji wymieniał pięć przyczyn :
- otrzymanie obywatelstwa innego kraju;
- wstąpienie do zagranicznego stowarzyszenia (oprócz związku literackiego);
- dezercja;
- nieobecność (w kraju) dłuższa niż dziesięć lat bez wyrażenia na nią zgody;
- skazanie na karę infamii (do czasu rehabilitacji).

Mężczyznom będącym obywatelami Republiki przysługiwało czynne i bierne prawo wyborcze. Otrzymywano je po :
- ukończeniu 20 roku życia;
- wpisaniu do kantonalnego rejestru wyborców;
- złożeniu przysięgi wierności.

Każdy obywatel obowiązany był do dwuletniej służby wojskowej (w kantonalnym korpusie poborowych) .
Swoje prawa obywatelskie obywatele Republiki realizowali :
1. na zgromadzeniach pierwiastkowych – tworzyli je obywatele i ich synowie, którzy mieszkali co najmniej pięć lat w jednej gminie. Zgromadzenia te powstawały w każdej gminie lub osadzie, w której mieszkało co najmniej stu obywateli, a jeżeli nie było w niej takiej liczby, przyłączali się do zgromadzenia najbliższej wsi lub osady. Zadaniem zgromadzenia miało być przyjęcie bądź odrzucenie konstytucji i powoływanie członków kantonalnych zgromadzeń elektorskich w proporcji jeden elektor na stu obywateli;
2. przez ciało elektorskie, które wybierało:
  - deputowanych do Ciała Ustawodawczego;
  - sędziów trybunałów kantonalnych i Trybunału Najwyższego;
  - członków izby administracyjnej oraz zastępców sędziów i członków izb.

Władza ustawodawcza w Republice Helweckiej należała do dwuizbowego parlamentu, złożonego z Senatu i Wielkiej Rady. W składzie Senatu zasiadało po czterech deputowanych z każdego kantonu oraz byli członkowie rządu Republiki). Wielka Rada była złożona tymczasowo z ośmiu przedstawicieli z każdego kantonu. Bierne prawo wyborcze do Wielkiej Rady przysługiwało osobom, które ukończyły 25 lat i korzystały z praw obywatelskich. Natomiast do Senatu przyjmowano obywateli ze skończonym wiekiem 30 lat oraz o stanie cywilnym: żonaty lub wdowiec. Deputowanym przysługiwał immunitet – wniosek o ściganie kierowany był do Wielkiej Rady, a ona decydowała o ewentualnym jego rozpatrzeniu (art. 52–53). Uprawnienia parlamentu wymieniał art. 47 – „Senat przyjmuje lub odrzuca rezolucje Wielkiej Rady”- tudzież art. 50 „W sprawach finansów, pokoju i wojny Rady Ustawodawcze działają wyłącznie na podstawie uprzednich propozycji Dyrektoriatu Wykonawczego, które przyjmują lub odrzucają” .
Władzę wykonawczą w kraju sprawować miał Dyrektoriat Wykonawczy, składający się z pięciu członków. Co roku jego skład miał być odnawiany o jedną osobę. Bierne prawo wyborcze przysługiwało osobom żonatym lub wdowcom, które ukończyły 40 rok życia. Wśród uprawnień rządu Republiki wymienić należy :
- zapewnienie bezpieczeństwa wewnętrznego kraju, w tym również dysponowanie siłami zbrojnymi (art. 76);
- przedkładanie spraw do rozpatrzenia przez parlament (art. 77);
- stosowanie prawa łaski (art. 78);
- sygnowanie pieczęcią aktów prawnych (art. 79);
- prowadzenie negocjacji z państwami obcymi i podpisywanie traktatów (art. 80);
- składanie parlamentowi sprawozdania finansowego z wykorzystania środków przez poszczególne departamenty (art. 81);
- mianowanie i odwoływanie: oficerów, ministrów, ambasadorów, komisarzy skarbu narodowego, prefektów państwa, przewodniczącego, oskarżyciela publicznego i pisarza Trybunału Najwyższego, głównego poborcy dochodów Republiki (art. 82);
- uprawnienia karne dotyczące aresztowania i przesłuchiwania podejrzanych o spisek (art. 83).

W składzie Dyrektoriatu funkcjonować miały cztery ministerstwa :
- spraw zagranicznych i wojny;
- sprawiedliwości i policji;
- finansów, handlu, rolnictwa i rzemiosła;
- nauk, sztuk pięknych, budowli publicznych, mostów i dróg.

Konstytucja Helwecka tworzyła także organ władzy sądowniczej Republiki, którym miał być Trybunał Najwyższy (Oberster Gerichtshof). Jego kadencja trwała cztery lata, a każdy kanton mianował do niego po jednym przedstawicielu.  Odnowienie składu następować miało według zasady: co trzy lata pięciu sędziów, w czwartym roku siedmiu. Jego przewodniczącego, oskarżyciela publicznego i pisarza wybierał Dyrektoriat Wykonawczy .
Trybunał Najwyższy był sądem właściwym dla deputowanych do parlamentu i członków Dyrektoriatu. Ponadto orzekał on także :
- w sprawach o przestępstwa kryminalne (jako sąd ostatniej instancji), za które groziła kara śmierci, pozbawienia wolności lub banicji powyżej 10 lat;
- jako sąd kasacyjny w sprawach cywilnych w przedmiocie orzeczeń wydanych przez trybunały kantonalne – jeżeli nie miały one kompetencji do orzekania lub naruszyły procedurę postępowania bądź prawo.

W kantonach władza należała do :
1. prefekta państwa, który reprezentował Dyrektoriat w kantonie, a ponadto:
  - nadzorował podległych mu urzędników;
  - przyjmował petycje;
  - zwoływał zgromadzenia pierwiastkowe i ciała elektorskie;
  - czuwał nad bezpieczeństwem wewnętrznym kantonu (nadzorował i dysponował jego siłami zbrojnymi);
  - mianował przewodniczącego trybunału kantonalnego, izby administracyjnej i sądów niższego stopnia, pisarzy, oskarżyciela publicznego i podprefektów;
2. trybunału kantonalnego, będącego sądem:
  - Pierwszej instancji dla przestępstw ciężkich;
  - ostatniej instancji dla innych przestępstw, w sprawach cywilnych i policyjnych;
3. izby administracyjnej (złożonej z przewodniczącego i czterech asesorów, wybieranych przez ciało elektorskie), właściwej dla „bezpośredniego wykonywania ustaw dotyczących finansów, handlu, sztuki, rzemiosła, rolnictwa, artykułów żywnościowych, funkcjonowania miast i dróg publicznych”.

Konstytucji posiadała także o procedurę jej zmiany. Zgodnie z art. 106 inicjatywa w tym przedmiocie należała do Senatu. Przygotowana propozycja winna zostać przez niego dwukrotnie uchwalona w odstępie co najmniej pięcioletnim pomiędzy głosowaniami, aby jako rezolucja mogła trafić do Wielkiej Rady. Ta z kolei po przyjęciu przedłożonej rezolucji przesyłała ją zgromadzeniom pierwiastkowym. Nowa konstytucja wchodziła w życie po jej przyjęciu przez te zgromadzenia .